# Kesterheide
Kesterheide is een natuurgebied in het Vlaams-Brabantse Pajottenland in Kester, deelgemeente van Pajottegem. Het gebied is Europees beschermd als onderdeel van Natura 2000-gebied 'Hallerbos en nabije boscomplexen met brongebieden en heiden' en maakt deel uit van het Vlaams Ecologisch Netwerk. 
De Kesterheide ligt op een 112 meter hoge getuigenheuvel van ijzerzandsteen van de voormalige Diestiaanzee, het hoogste punt van het Pajottenland.  Er werden resten uit de oude steentijd opgegraven (Neanderthalers, Kelten). De naam Kester komt waarschijnlijk van het Latijnse castrum (Romeins kamp of nederzetting). Op de heuvel staat de IJzeren Man, een meetpunt voor hoogtebepaling dat in 1867 door het Dépôt de la Guerre (voorloper van het Nationaal Geografisch Instituut) werd geplaatst als referentiepunt voor het maken van stafkaarten. In 1901 werd op de top het gietijzeren Calvariekruis ingehuldigd met aan de voet ervan een openluchtkruisweg uit 1929. Na de Eerste Wereldoorlog tot in 1936 werden er op de heuvel Vlaams-nationalistische bijeenkomsten (VNV-Landdagen) gehouden met Staf de Clercq; het lege graf van de collaborateur bevindt zich ook op de heuvel. In 1939 werden betonnen verdedigingswerken aangelegd tegen een Duitse inval. In 1952 werd er een grote antenne voor militaire communicatie geplaatst. Vlak bij de Kesterheide staan witte telecommunicatieantennes van de NAVO. De bestaande gebouwen en de witte bol werden in 2014 afgebroken en vervangen door een groter complex met vier nieuwe schotelantennes. Sinds 1999 is op de top van de heuvel ook het park Pervivo gecreëerd ter ere van kinderen met een stofwisselingsziekte. 
Natuurpunt beheert op en rond de Kesterheide drie delen natuurgebied van in totaal 30 hectare, gescheiden door de steenweg Ninove-Halle. Ten noorden ervan ligt Lombergveld met het Lombergbos (met plattelandscentrum Paddenbroek), ten zuiden van de steenweg ligt de top van de Kesterheide. Nog zuidelijker ligt een geïsoleerde beekvallei met bos (Den Daal). 

## Fauna en Flora
Op de Kesterheide leeft geelgors, eikelmuis, steenuil, sleedoornpage en hazelworm, iepenpage, sleedoornpage, grote weerschijnvlinder. In de moerasbossen bloeit bosanemoon, muskuskruid, eenbes, slanke sleutelbloem, salomonszegel, daslook en pinksterbloem. In de schrale graslanden groeit papegaaizwammetje, weidewasplaat, gele wasplaat, vuurzwammetje.

## Natuurbeleving
Er zijn twee bewegwijzerde Natuurpunt-wandelroutes van 2,5 en 8 km. Het wandelknooppuntennetwerk 'Pajottenland' doet ook het gebied aan.

## Bronnen

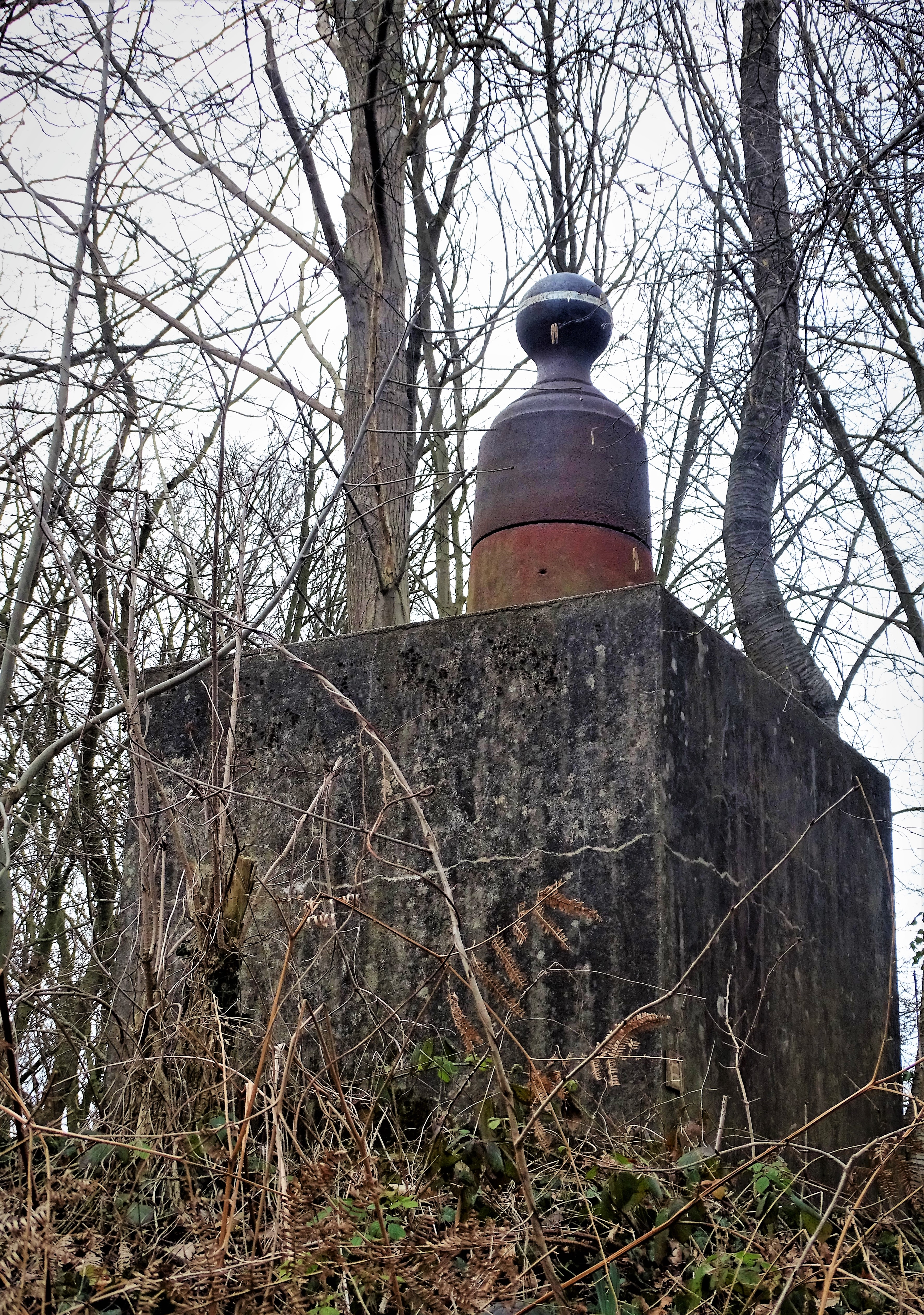
De IJzeren Man op de Kesterheide. Een oud referentiepunt voor stafkaarten.